# Креатин киназа
Креатин киназата (КК, CK), известна още като креатинфосфокиназа (КФК, CPK) или фосфокреатин киназа, е ензим (EC 2.7.3.2), експресиран от различни тъкани и клетъчни типове. КК (CK) катализира превръщането на креатина и използва аденозин трифосфат (АТФ) за синтез на фосфокреатин (ФК, PCr) и аденозин дифосфат (АДФ). Тази КК ензимна реакция е обратима и по този начин ATP може да се генерира от ФК (PCr) и АДФ.
В тъканите и клетките, които консумират бързо АТФ, особено скелетните мускули, миокард и мозъка, фоторецепторните клетки на ретината, космените клетки на вътрешното ухо, сперматозоидите и гладката мускулатура, ФК служи като енергиен резервоар за бързото буфериране и регенерация на АТФ в in situ, както и за вътреклетъчен транспорт на енергия чрез ФК совалка или цикъл. По този начин креатин киназата е важен ензим в тези тъкани.
Клинично, креатин киназата се изследва в кръвни тестове като маркер за увреждане на тъкан, богата на КК, като например при инфаркт на миокарда (сърдечен удар), рабдомиолиза (тежък мускулен срив), мускулна дистрофия, автоимунни миозитиди и остро увреждане на бъбреците.

## Видове
В клетките „цитозолните“ CK ензими се състоят от две субединици, които могат да бъдат или B (мозъчен тип), или M (мускулен тип). Следователно съществуват три различни изоензима: CK-MM, CK-BB и CK-MB. Гените за тези субединици са локализирани на различни хромозоми: В на 14q32 и М на 19q13. В допълнение към тези три цитозолни КК изоформи има два митохондриални креатин киназни изоензими, повсеместната и саркомерна форма. Функционалното активна форма на последните две митохондриални КК изоформи е октамер, състоящ се от четири димера всяка.
Докато митохондриалната креатинкиназа е участва пряко в образуването на фосфо-креатин от митохондриалния АТФ, цитозолната КК регенерира АТФ от АДФ, използвайки ФК (PCr). Това се случва на вътреклетъчни компартменти, в които АТФ се използва в клетката, като CK действаща като in situ АТФ регенератор.
| ген            | протеин                                                      |
| -------------- | ------------------------------------------------------------ |
| CKB            | креатин киназа, мозък, BB-CK                                 |
| CKBE           | креатин киназа, ектопична експресия                          |
| CKM            | креатин киназа, мускул, MM-CK                                |
| CKMT1A, CKMT1B | креатин киназа митихондриална 1; убиквитерна mtCK; или umtCK |
| CKMT2          | креатин киназа митохондрилана 2; саркомерна mtCK; или smtCK  |

Изоензимните се експресират различно в тъканите. Скелетният мускул експресира CK-MM (98%) и ниските нива на CK-MB (1%). За разлика, миокардът (сърдечният мускул) експресира CK-MM -70% и CK-MB – 25 – 30%. CK-BB се експресира предимно в мозък и гладката мускулатура, включително съдовата и маточната тъкан.

## Атомни структури на членовете на семейството на митохондриални и цитозолни Креатин Киназа семейство
Множество КК структури са установени чрез електронна микроскопия с висока разделителна способност и протеинова Х-рентгенова кристалография. Първата установена Х-рентгенова структура на членовете на семейството на креатин киназа (CK) е на тази на саркомерния мускулен тип митохондриална КК (s-mtCK (през 1996 г.)), последван от структурата на повсеместния u-mtCK през 2000 г.). И двете митохондриални КК изоформи изграждат силно симетрични октамерни структури с 4-кратна симетрия. Атомичната структура на цитозолния мозъчен тип BB-CK беше установена при 1.4! Angstroms през 1999 г. Цитозолният BB-CK, както и мускулният тип MM-CK, образуват с формата на банани симетрични димери, с по един активен център на всяка субединица.

## Функции
Митохондриалната креатинкиназа (ККм, CKm) присъства в митохондриалното интермембранно пространство, където регенерира фосфокреатин (PCr) от митохондриално генериран АТФ и креатин (Cr), внесени от цитозола. Освен двете митохондриални КК изоензимни форми, убиквитерни (повсеместни) mtCK (присъстващи в не мускулни тъкани) и саркомерни mtCK (присъстващи в саркомерния мускул), в цитозола присъстват три цитозолни КК изоформи, в зависимост от тъканта. Докато MM-CK се експресира в саркомерния мускул, тоест скелетен и сърдечен мускул, MB-CK се експресира в сърдечния мускул, а BB-CK се експресира в гладка мускулатура и в повечето не мускулни тъкани. Митохондриалният mtCK и цитозолният CK са свързани в така наречения ФК (PCr)/ К (Cr)-совалка или цикъл. ФК, генериран от mtCK в митохондриите, се трансферира до цитозолна КК, която е свързана с процеси, зависими от АТФ, напр. АТФази като акто-миозинова АТФаза и калциева АТФаза, участващи в контракциите на мускулатурата, и натриево-калиева АТФаза, участваща в задържането на натрий в бъбреците. Свързаният цитозолен КК приема ФК, прехвърлен през клетката и използва АДФ, за регенериране на АТФ, който впоследствие може да бъде използван като източник на енергия от АТФазите (КК се свързва интимно с АТФазите, формиращи функционално свързан микрокомпартмент). PCr е не само енергиен буфер, но и клетъчна транспортна форма на енергия между субклетъчните компартменти на АТФ производство (митохондрии и гликолиза) и тези за използване на енергия (АТФази). По този начин, КК засилва скелетната, сърдечната и гладката мускулатура контрактилност и участва в генерирането на кръвно налягане.

## Лабораторни изследвания
| Серумна Креатин Киназа | Серумна Креатин Киназа             |
| ---------------------- | ---------------------------------- |
| Референтен диапазон    | 60 и 400 IU/L                      |
| Цел                    | Детектиране на мускулно увреждане. |
| Тест на                | Ниват ана Креатин Киназа в кръвта. |

CK често се определя рутинно в медицинска лаборатория. Използвал се е конкретно при пациенти с гръдна болка, но този тест е заменен от тропонин. Нормалните стойности в покой са обикновено между 60 и 400 IU/L, където една единица е ензимна активност, по-точно количеството ензим, което ще катализира 1 μmol субстрат в минута при определени условия (температура, рН, концентрации на субстрата и активатори.) Този тест не е специфичен за типа КК, който е повишен.
Креатин киназата в кръвта може да е с повишена при здраве и заболявания. Упражнениято (физическата активност) увеличават преминаването на креатин киназа към кръвния поток до една седмица и това е най-честата причина за висок КК в кръвта. Освен това, високата КК в кръвта може да бъде свързана с висока вътреклетъчна КК, като например при лица с африкански произход.
И накрая, високата ККв кръвта може да е индикация за увреждане на тъкан, богата на КК, като например при рабдомиолиза, инфаркт на миокарда, миозит и миокардит. Това означава, че креатин киназата в кръвта може да бъде повишена при широк спектър от клинични състояния, включително използването на лекарства като статини; ендокринни заболявания като хипотиреоидизъм; и заболявания на скелетните мускули и нарушения, включително злокачествена хипертермия, и невролептичен злокачествен синдром.
Освен това определянето на изоензимът се използва широко като индикация за увреждане на миокарда при инфаркт. Измерването на тропонин до голяма степен замести това изследване в много болници, въпреки че някои центрове все още разчитат на CK-MB.